# Hemitheconyx taylori
Hemitheconyx taylori är en ödleart som beskrevs av  Parker 1930. Hemitheconyx taylori ingår i släktet Hemitheconyx och familjen geckoödlor. Inga underarter finns listade i Catalogue of Life.